# Мішель Єо
Мішель Єо Чу-Кен, відома як Мішель Єо (англ. Michelle Yeoh Choo-kheng, кит. 楊紫瓊, пін. Yáng Zǐqióng; нар. 6 серпня 1962, Іпох, Перак, Малайзія) — малайзійська акторка і танцюристка китайського походження.
Мішель Єо стала відомою зйомками у бойових фільмах 1990-х. ЇЇ всесвітньо відомими ролями стали роботи у картинах про Джеймса Бонда «Завтра не помре ніколи» (1997) та фільмі про бойові мистецтва «Тигр підкрадається, дракон ховається» (2000), а також в останніх міжнародних англійських фільмах та серіалах. У ранніх гонконзьких фільмах вона фігурує як Мішель Хан (англ. Michelle Khan).
Одна з 50 найкрасивіших людей світу за версією журналу «People» у 1997 році.

## Раннє життя
Єо народилася 6 серпня 1962 року в Іпох, Перак, у малайзійсько-китайській родині хоккінського та кантонського походження. Її батьки — Джанет Єо та Єо Кіан Тейк. Батько був юристом та політиком Малайзійської китайської асоціації (МКА). Вона опанувала малайську та англійську і не дуже добре володіла кантонською. У 2022 році Єо розповіла, що «це найбільше, про що шкодую». Попри це, вона навчилася вільно говорити кантонською в 1980-х.
Єо захоплювалася танцями з раннього дитинства, почала займатися балетом у чотири роки. Вона навчалася в головному монастирі Іпох, середній школі для дівчат у початкових класах. У 15 років переїхала з батьками до Сполученого Королівства, де її зарахували до школи-інтернату для дівчаток. Пізніше Єо навчалася в Королівській академії танцю Великої Британії в Лондоні за спеціальністю балет. Однак стати професійною артисткою балету їй завадила травма хребта, і вона перемкнулася з хореографії та інші види мистецтва. У 1982 році здобула ступінь бакалавра творчих мистецтв із другорядною спеціальністю драматургія в Коледжі Крю та Алсагер у Чеширі.

## Особисте життя
Єо була одружена з 1988 по 1992 з гонконгським підприємцем Діксоном Пуном, власником компаній Harvey Nichols та Charles Jourdan. У 1998 році була заручена з Аланом Гелдманом, американським кардіологом. У 2004 році почала зустрічатися з Жаном Тодтом, тоді генеральним директором Феррарі, пізніше президентом FIA. У липні 2008 року підтвердила свої заручини з ним під час інтерв'ю Крейгу Фергюсону на каналі CBS The Late Late Show. Живе з чоловіком в Женеві, Швейцарія. Пара одружилася 27 липня 2023 року.
Дітей не має.
Єо — буддистка.
У 2022 році вона розповіла «Vanity Fair», що Шекспір і Стівен Кінг — її улюблені автори, а Тарзан — улюблений книжковий персонаж.

## Громадська діяльність
У березні 2008 року вона відвідала В'єтнам, щоб зняти документальний фільм для Азійського фонду запобігання травмам. Єо є патронкою проєкту Save China's Tigers, який спрямований на захист південнокитайського тигра, який перебуває під загрозою зникнення.

## Фільмографія
| Рік  |    | Українська назва                               | Оригінальна назва                                            | Роль                            |
| ---- | -- | ---------------------------------------------- | ------------------------------------------------------------ | ------------------------------- |
| 1984 | ф  | Сова та Бамбо                                  | The Owl and Bumbo                                            | Міс Юн                          |
| 1985 | ф  | Так, мадам!                                    | Yes, Madam, a.k.a Super Cops                                 | Інспектор N                     |
| 1985 | ф  | Мої щасливі зірки 2                            | Twinkle Twinkle Lucky Stars                                  | Інструктор дзюдо                |
| 1986 | ф  | За службовим обов'язком                        | In the Line of Duty, a.k.a. Royal Warriors                   | Мішель Їп, HK CID               |
| 1987 | ф  | Чудові воїни                                   | Magnificent Warriors, а. К.А Yes, Madam III                  | Фок Мін-Мін                     |
| 1987 | ф  | Легкі гроші                                    | Easy Money                                                   | Мішель Юн                       |
| 1992 | ф  | Поліцейська історія 3                          | Police Story III, a.k.a Supercop                             | Джессіка Ян, директор Інтерполу |
| 1993 | ф  | Героїчне тріо                                  | The Heroic Trio                                              | Чин/жінка-невидимка/Номер 3     |
| 1993 | ф  | Метелик і меч                                  | Butterfly and Sword                                          | Сестра Ко                       |
| 1993 | ф  | Героїчна трійця 2                              | Heroic Trio 2: Executioners                                  | Чин/Сань/Керол                  |
| 1993 | ф  | Свята зброя                                    | Holy Weapon, a.k.a Seven Maidens, a.k.a The Seven Princesses | Чин Цзе/Ту Кол Чін              |
| 1993 | ф  | Проект «S»                                     | Once a Cop, a.k.a. Project S, a.k.a. Supercop 2              | Джессіка Янг                    |
| 1993 | ф  | Кати 2                                         | Jin doi hou haap cyun                                        |                                 |
| 1993 | ф  | Два воїна                                      | Twin Warriors                                                |                                 |
| 1994 | ф  | Він Чунь                                       | Wing Chun                                                    | Їм Він Чунь                     |
| 1994 | ф  | Переполох у храмі 2                            | Shaolin Popey 2 — Messy Temple                               | А Кін                           |
| 1994 | ф  | Чудова сімка                                   | Wonder Seven                                                 | Ін                              |
| 1996 | ф  | Каскадерка                                     | The Stunt Woman, a.k.a Ah Kam                                | А Кам                           |
| 1997 | ф  | Сестри Сун                                     | The Soong Sisters                                            | Сун Ай-Лін/Пані Кун             |
| 1997 | ф  | Завтра не помре ніколи                         | Tomorrow Never Dies                                          | Вей Лінь                        |
| 1999 | ф  | Експрес «Місячне світло»                       | Moonlight Express                                            | Сис                             |
| 2000 | ф  | Тигр, що підкрадається, дракон, що зачаївся    | Crouching Tiger, Hidden Dragon                               | Ю Шу Лянь                       |
| 2002 | ф  | Шукачі пригод                                  | The Touch                                                    | Пак Інь Фей                     |
| 2004 | ф  | Срібний яструб                                 | Silver Hawk                                                  | Лулу Вун                        |
| 2005 | ф  | Мемуари гейші                                  | Memoirs of a Geisha                                          | Мамеха                          |
| 2006 | ф  | Безстрашний                                    | Fearless, a.k.a Jet Li's Fearless, a.k.a Legend of a Fighter | Міс Ян                          |
| 2007 | ф  | Пекло                                          | Sunshine                                                     | Коразон                         |
| 2007 | ф  | Крайня північ                                  | Far North                                                    | Сева                            |
| 2007 | ф  | Діти Хуан Ші                                   | The Children of Huang Shi                                    | Місіс Ван                       |
| 2008 | ф  | Вавилон нашої ери                              | Babylon A.D.                                                 | Сестра Ребекка                  |
| 2008 | ф  | Мумія: Гробниця імператора-дракона             | The Mummy: Tomb of the Dragon Emperor, a.k.a The Mummy 3     | Цзіюань                         |
| 2010 | ф  | Влада вбивць                                   | Jianyu Jianghu                                               |                                 |
| 2010 | ф  | Справжня легенда 3D                            | Su Qi-Er                                                     |                                 |
| 2011 | ф  | Панда Кунг-Фу 2                                | Kung Fu Panda: The Kaboom of Doom                            | Віщунка                         |
| 2011 | ф  | Леді                                           | The Lady                                                     | Аун Сан Су Чжі                  |
| 2013 | ф  |                                                | Final Recipe                                                 | Джулія Лі                       |
| 2016 | ф  | Тигр підкрадається, дракон ховається: Меч долі | Crouching Tiger, Hidden Dragon: Sword of Destiny             | Ю Шу Лянь                       |
| 2016 | ф  | Механік: Воскресіння                           | Mechanic: Resurrection                                       | Мей                             |
| 2016 | ф  | Морган                                         | Morgan                                                       | Лу Ченг                         |
| 2017 | ф  | Вартові галактики 2                            | Guardians of the Galaxy Vol. 2                               | Алета Огорд                     |
| 2018 | ф  | Шалені багатії                                 | Crazy Rich Asians                                            | Елеонор Сан-Янг                 |
| 2018 | ф  |                                                | Master Z: Ip Man Legacy                                      | Цо Нган Кван                    |
| 2019 | ф  | Щасливого Різдва                               | Last Christmas                                               | «Санта»                         |
| 2021 | ф  | Квант часу                                     | Boss Level                                                   | Дай Фен                         |
| 2021 | ф  | Пороховий коктейль                             | Gunpowder Milkshake                                          | Флоренс                         |
| 2021 | ф  | Шан-Чі та легенда десяти кілець                | Shang-Chi and the Legend of the Ten Rings                    | Цзян Нань                       |
| 2022 | ф  | Все завжди і водночас                          | Everything Everywhere All at Once                            | Евелін                          |
| 2022 | мф | Палаючий самурай                               | Paws of Fury: The Legend of Hank                             | Юкі (голос)                     |
| 2022 | мф | Посіпаки: Становлення лиходія                  | Minions: The Rise of Gru                                     | Майстер Чау (голос)             |
| 2022 | с  | Відьмак: Криваві витоки                        | The Witcher: Blood Origin                                    | Щіан                            |
| 2023 | ф  | Трансформери: Повстання звірів                 | Transformers: Rise of the Beasts                             | Airazor (голос)                 |
| 2023 | ф  | Привиди у Венеції                              | Haunting in Venice                                           | Джойс Рейнольдс                 |
| 2024 | ф  | Wicked: Чародійка                              | Wicked                                                       | Мадам Моррібль                  |
| 2025 | ф  | Аватар 3                                       | Avatar 3                                                     | Доктор Каріна Мог               |
| 2025 | ф  | Wicked: Чародійка 2                            | Wicked: For Good                                             | Мадам Моррібль                  |
|      | с  | Той, хто біжить по лезу 2099                   | Blade Runner 2099                                            | Олвен                           |

## Нагороди та номінації
| Нагорода                          | Рік  | Категорія                                  | Робота                               | Результат |
| --------------------------------- | ---- | ------------------------------------------ | ------------------------------------ | --------- |
| Оскар                             | 2023 | Найкраща жіноча роль                       | Все завжди і водночас                | Перемога  |
| BAFTA                             | 2001 | Найкраща жіноча роль                       | Тигр підкрадається, дракон ховається | Номінація |
| BAFTA                             | 2023 | Найкраща жіноча роль                       | Все завжди і водночас                | Номінація |
| Золотий глобус                    | 2023 | Найкраща жіноча роль — комедія або мюзикл  | Все завжди і водночас                | Перемога  |
| Премія Гільдії кіноакторів США    | 2019 | Найкращий акторський склад у фільмі        | Шалено багаті азійці                 | Номінація |
| Премія Гільдії кіноакторів США    | 2023 | Найкращий акторський склад у фільмі        | Все завжди і водночас                | Перемога  |
| Премія Гільдії кіноакторів США    | 2023 | Найкраща жіноча роль                       | Все завжди і водночас                | Перемога  |
| Кінопремія «Вибір критиків»       | 2023 | Найкраща акторка                           | Все завжди і водночас                | Номінація |
| Кінопремія «Вибір критиків»       | 2023 | Найкращий акторський склад                 | Все завжди і водночас                | Номінація |
| Critics Choice Super Awards       | 2022 | Найкраща акторка в супергеройському фільмі | Шан-чі та легенда десяти кілець      | Номінація |
| Національна рада кінокритиків США | 2018 | Найкращий акторський склад                 | Шалено багаті азійці                 | Перемога  |
| Національна рада кінокритиків США | 2022 | Найкраща жіноча роль                       | Все завжди і водночас                | Перемога  |